# Batomalj
Batomalj est une localité de Croatie située sur l'île de krk et dans la municipalité de Baška, comitat de Primorje-Gorski Kotar. En 2001, la localité comptait 117 habitants.

## Démographie
| 1948 | 1953 | 1961 | 1971 | 1981 | 1991 | 2001 |
| ---- | ---- | ---- | ---- | ---- | ---- | ---- |
| 213  | 92   | 78   | 58   | 61   | 86   | 117  |